# Abraxas luteovenata
Abraxas luteovenata là một loài bướm đêm trong họ Geometridae.